# 敲冰块
《敲冰块》（官方译为，直译為“冰山攀登者”）是一款于1985年由任天堂制作和出品的纵向卷轴平台游戏。游戏的主人公为波波（ポポ）和娜娜（ナナ），他们要攀登共有32关的冰山。
第一个玩家控制着波波，他是一个穿着蓝色皮衣的爱斯基摩人。第二个可选的玩家为娜娜，她是一个穿着粉红色皮大衣的爱斯基摩人。他们的工具为手上的木槌。冰面上的敌人为海豹，飞鸟，触碰到会失去一个生命点。同样，掉落至最下面的冰层也会失去一个生命点。在同一冰层长时间停留会出现一个戴着墨镜的北极熊。它出现后会瞪一下地板，冰层自动向上升一层。

## 外部連結
- 红白机40周年纪念活动网站上的《敲冰块 （页面存档备份，存于）》（日語）